# Goera vuda
Goera vuda là một loài trong họ Goeridae.
Chúng phân bố ở miền Australasia.